# Ščerbakov Šče-2
Ščerbakov Šče-2 byl sovětský dopravní letoun celodřevěné konstrukce, navržený jako dvoumotorový vzpěrový hornoplošník s dvojitými svislými ocasními plochami a pevným záďovým podvozkem, užívaný ve druhé světové válce.

## Vývoj
Prototyp označený TS-1 (transportnyj samolet) byl zalétán počátkem února 1942 zkušebním pilotem V. P. Fedorovem. Státní zkoušky proběhly na jaře 1942.

## Nasazení
První ze sériových strojů, označených již Šče-2, přicházely do služby v roce 1943, ale hlavní dodávky až v roce 1944.
Letouny Šče-2 byly nasazovány i z terénu, který by za obvyklých podmínek nebyl pro leteckou dopravu způsobilý. Byli jím dopravováni zranění z fronty do týlových nemocnic, střelivo a jiný válečný materiál na předsunuté bojové pozice. Působily rovněž na letišti v Orenburgu, kde sloužily k výcviku výsadkářů polského vojska v SSSR.
Část letounů byla po válce stažena z vojenské služby a předána dopravci Aeroflot pro jeho místní linky.

## Specifikace
Údaje dle

### Technické údaje
- Osádka: 2
- Délka: 14,27 m
- Rozpětí: 20,48 m
- Výška: 3,82 m
- Plocha křídla: 63,88 m²
- Vlastní hmotnost: 2365 kg
- Maximální vzletová hmotnost: 3700 kg
- Motor: 2 × hvězdicové pětiválce Švecov M-11MF
- Výkon motoru: 2x 103 kW

### Výkony
- Maximální rychlost u země: 180 km/h
- Cestovní rychlost: 144 km/h
- Minimální rychlost: 70 km/h
- Stoupavost u země: 2,5 m/s
- Maximální dolet: 2000 km
- Dostup: 3000 m
- Délka rozjezdu: 275 m
- Délka dojezdu: 160 m